# Coroner Creek
Coroner Creek (br Águas Sangrentas) é um filme norte-americano de 1948, do gênero faroeste, dirigido por Ray Enright e estrelado por Randolph Scott e Marguerite Chapman.

## Sinopse
Chris Danning tem uma única ideia na cabeça: encontrar e matar o homem branco responsável pelo ataque de índios a uma diligência que levava o pagamento do Exército. Sua noiva era passageira e durante o ataque, apavorada, ela acaba por suicidar-se. Suas investigações o levam até Coroner Creek, cidade dominada pelo respeitável Younger Miles, cujos tentáculos se espalham por múltiplos interesses e cujo prestígio foi obtido com dinheiro roubado de diligências.

## Elenco
| Ator/Atriz         | Personagem    |
| ------------------ | ------------- |
| Randolph Scott     | Chris Danning |
| Marguerite Chapman | Kate Hardison |
| George Macready    | Younger Miles |
| Sally Eilers       | Della Harms   |
| Edgar Buchanan     | Xerife O'Hea  |
| Barbara Read       | Abby Miles    |
| Wallace Ford       | Andy West     |
| Forrest Tucker     | Ernie Combs   |
| William Bishop     | Leach Conover |
| Joe Sawyer         | Frank Yordy   |
| Russell Simpson    | Walt Hardison |
| Douglas Fowley     | Stew Shallis  |
| Lee Bennett        | Tip Henry     |
| Forrest Taylor     | McCune        |
| Phil Schumacher    | Bill Arnold   |